# 普拉瑟 (印地安納州摩根縣)
普拉瑟（英語：Prather）是位於美國印地安納州摩根縣的一個非建制地區。該地的面積和人口皆未知。